# Mistrzostwa Europy w Koszykówce Mężczyzn 2013 (eliminacje)/Grupa E

## Tabela
| Poz. | Reprezentacja | Pkt | Mecze | Mecze | Mecze | Punkty | Punkty | Punkty |                             |
| Poz. | Reprezentacja | Pkt | M     | Z     | P     | zdob.  | str.   | bilans | bilans bezpośrednich meczów |
| ---- | ------------- | --- | ----- | ----- | ----- | ------ | ------ | ------ | --------------------------- |
| 1    | Polska        | 14  | 8     | 6     | 2     | 704    | 568    | +136   | 1-1 (+3)                    |
| 2    | Finlandia     | 14  | 8     | 6     | 2     | 717    | 572    | +145   | 1-1 (-3)                    |
| 3    | Belgia        | 13  | 8     | 5     | 3     | 618    | 545    | +73    |                             |
| 4    | Szwajcaria    | 11  | 8     | 3     | 5     | 570    | 670    | -100   |                             |
| 5    | Albania       | 8   | 8     | 0     | 8     | 495    | 749    | -254   |                             |

## Wyniki spotkań
Godziny rozpoczęcia spotkań to godziny czasu lokalnego
| 15 sierpnia 201220:15 | Polska                                                       | 57:64(21:17, 12:16, 7:16, 17:15) | Belgia                                                              | Ergo Arena, Gdańsk/Sopot Widzów: 7500 Sędzia: Milivoje Jovcic (SRB), Borys Ryzhyk (UKR), Gintaras Vitkauskas (LTU) |
| 15 sierpnia 201220:15 | Pkt:Marcin Gortat 23 Zb:Marcin Gortat 9 As:Łukasz Koszarek 4 | 57:64(21:17, 12:16, 7:16, 17:15) | Pkt:Sam Van Rossom 13 Zb:Wen Mukubu 7 As:Guy Muya, Sam Van Rossom 3 | Ergo Arena, Gdańsk/Sopot Widzów: 7500 Sędzia: Milivoje Jovcic (SRB), Borys Ryzhyk (UKR), Gintaras Vitkauskas (LTU) |

| 15 sierpnia 201220:30 | Albania                                                     | 51:76(10:20, 17:19, 15:22, 9:15) | Szwajcaria                                                                  | Asllan Rusi, Tirana Widzów: 1000 Sędzia: Ademir Zurapovic (BIH), Petar Denkovski (MKD), Tamas Benczur (HUN) |
| 15 sierpnia 201220:30 | Pkt:Ersid Luca 12 Zb:Endrit Hysenagolli 8 As:Erkand Karaj 5 | 51:76(10:20, 17:19, 15:22, 9:15) | Pkt:Dusan Mladjan 24 Zb:Greg Brunner 11 As:Dusan Mladjan, Stefan Petkovic 4 | Asllan Rusi, Tirana Widzów: 1000 Sędzia: Ademir Zurapovic (BIH), Petar Denkovski (MKD), Tamas Benczur (HUN) |

| 17 sierpnia 201219:00 | Finlandia                                                                   | 112:77(37:18, 24:12, 29:30, 22:17) | Albania                                                              | Jäähalli, Helsinki Widzów: 2920 Sędzia: Benjamin Barth (GER), Arnis Ozols (LAT), Mart Uuehendrik (EST) |
| 17 sierpnia 201219:00 | Pkt:Petteri Koponen 29 Zb:Ville Kaunisto, Gerald Lee 7 As:Petteri Koponen 4 | 112:77(37:18, 24:12, 29:30, 22:17) | Pkt:Gerti Shima 23 Zb:Gerti Shima 10 As:Gerti Shima, Klaudio Ndoja 3 | Jäähalli, Helsinki Widzów: 2920 Sędzia: Benjamin Barth (GER), Arnis Ozols (LAT), Mart Uuehendrik (EST) |

| 18 sierpnia 201217:30 | Szwajcaria                                                  | 66:80(19:23, 13:17, 12:21, 22:19) | Polska                                                        | Site Sportif Saint-Leonard, Fryburg Widzów: 1300 Sędzia: Vicente Bulto (ESP), Andrej Lovsin (SLO), Carlos Santos (POR) |
| 18 sierpnia 201217:30 | Pkt:Dusan Mladjan 14 Zb:David Ramseier 9 As:Dusan Mladjan 5 | 66:80(19:23, 13:17, 12:21, 22:19) | Pkt:Marcin Gortat 17 Zb:Marcin Gortat 11 As:Łukasz Koszarek 5 | Site Sportif Saint-Leonard, Fryburg Widzów: 1300 Sędzia: Vicente Bulto (ESP), Andrej Lovsin (SLO), Carlos Santos (POR) |

| 21 sierpnia 201220:15 | Polska                                                          | 79:81(22:22, 18:20, 20:18, 19:21) | Finlandia                                                   | HWS Koszalin, Koszalin Widzów: 3000 Sędzia: Luigi Lamonica (ITA), Mindaugas Vecerskis (LTU), Haris Bijedic (BIH) |
| 21 sierpnia 201220:15 | Pkt:Michał Ignerski 22 Zb:Marcin Gortat 11 As:Łukasz Koszarek 6 | 79:81(22:22, 18:20, 20:18, 19:21) | Pkt:Petteri Koponen 26 Zb:Tuukka Kotti As:Petteri Koponen 5 | HWS Koszalin, Koszalin Widzów: 3000 Sędzia: Luigi Lamonica (ITA), Mindaugas Vecerskis (LTU), Haris Bijedic (BIH) |

| 21 sierpnia 201220:30 | Belgia                                                        | 98:49(27:8, 25:21, 19:13, 27:7) | Szwajcaria                                                                      | Lotto Arena, Antwerpia Widzów: 4000 Sędzia: Milan Mazic (SRB), Georgios Tanatzis (GRE), Csaba Cziffra (HUN) |
| 21 sierpnia 201220:30 | Pkt:Jonathan Tabu 18 Zb:Maxime De Zeeuw 6 As:Sam Van Rossom 6 | 98:49(27:8, 25:21, 19:13, 27:7) | Pkt:David Ramseier 13 Zb:David Ramseier 6 As:Dusan Mladjan, Steeve Louissaint 2 | Lotto Arena, Antwerpia Widzów: 4000 Sędzia: Milan Mazic (SRB), Georgios Tanatzis (GRE), Csaba Cziffra (HUN) |

| 24 sierpnia 201219:00 | Finlandia                                                     | 97:60(19:18, 18:14, 29:11, 31:17) | Belgia                                                  | Jäähalli, Helsinki Widzów: 4020 Sędzia: Eddie Viator (FRA), Apostolos Kalpakas (SWE), Moritz Reiter (GER) |
| 24 sierpnia 201219:00 | Pkt:Petteri Koponen 21 Zb:Tuukka Kotti 6 As:Petteri Koponen 8 | 97:60(19:18, 18:14, 29:11, 31:17) | Pkt:Sam Van Rossom11 Zb:Yannick Driesen 6 As:Guy Muya 3 | Jäähalli, Helsinki Widzów: 4020 Sędzia: Eddie Viator (FRA), Apostolos Kalpakas (SWE), Moritz Reiter (GER) |

| 24 sierpnia 201220:30 | Albania                                                        | 67:105(19:28, 14:28, 16:14, 18:35) | Polska                                                         | Asllan Rusi, Tirana Widzów: 400 Sędzia: Dubravko Muhvic (CRO), Anastasios Manos (GRE), Milos Koljensic (MNE) |
| 24 sierpnia 201220:30 | Pkt:Mateusz Ponitka 17 Zb:Marcin Gortat 8 As:Łukasz Koszarek 6 | 67:105(19:28, 14:28, 16:14, 18:35) | Pkt:Klaudio Ndoja 16 Zb:Endrit Hysenagolli 7 As:Erkand Karaj 3 | Asllan Rusi, Tirana Widzów: 400 Sędzia: Dubravko Muhvic (CRO), Anastasios Manos (GRE), Milos Koljensic (MNE) |

| 27 sierpnia 201220:00 | Szwajcaria                                                | 60:89(19:26, 10:23, 8:18, 23:22) | Finlandia                                              | Site Sportif Saint-Leonard, Fryburg Widzów: 500 Sędzia: Ilija Belosevic (SRB), Alessandro Martolini (ITA), Alexander Eger (AUT) |
| 27 sierpnia 201220:00 | Pkt:Oliver Vogt 13 Zb:Oliver Vogt 8 As:Derek Stockalper 3 | 60:89(19:26, 10:23, 8:18, 23:22) | Pkt:Hanno Möttölä 17 Zb:Tuukka Kotti 6 As:Sasu Salin 4 | Site Sportif Saint-Leonard, Fryburg Widzów: 500 Sędzia: Ilija Belosevic (SRB), Alessandro Martolini (ITA), Alexander Eger (AUT) |

| 27 sierpnia 201220:30 | Belgia                                                    | 97:59(25:13, 27:9, 21:23, 24:14) | Albania                                                 | Lotto Arena, Antwerpia Widzów: 4000 Sędzia: Jose Martin (ESP), Ingus Baumanis (LAT), Ognjen Jokic (MNE) |
| 27 sierpnia 201220:30 | Pkt:Sam Van Rossom 19 Zb:Wen Mukubu 6 As:Sam Van Rossom 9 | 97:59(25:13, 27:9, 21:23, 24:14) | Pkt:Klaudio Ndoja 16 Zb:Gerti Shima 13 As:Gerti Shima 4 | Lotto Arena, Antwerpia Widzów: 4000 Sędzia: Jose Martin (ESP), Ingus Baumanis (LAT), Ognjen Jokic (MNE) |

| 30 sierpnia 201220:00 | Szwajcaria                                                       | 93:84(24:15, 26:20, 15:27, 28:22) | Albania                                                       | Site Sportif Saint-Leonard, Fryburg Widzów: 350 Sędzia: Paolo Taurino (ITA), Vaclav Lukes (CZE), Bernard Vassallo (MLT) |
| 30 sierpnia 201220:00 | Pkt:Stefan Petkovic 25 Zb:Jonathan Dubas 10 As:Stefan Petkovic 6 | 93:84(24:15, 26:20, 15:27, 28:22) | Pkt:Gerti Shima 29 Zb:Endrit Hysenagolli 19 As:Erkand Karaj 6 | Site Sportif Saint-Leonard, Fryburg Widzów: 350 Sędzia: Paolo Taurino (ITA), Vaclav Lukes (CZE), Bernard Vassallo (MLT) |

| 30 sierpnia 201220:30 | Belgia                                                                | 73:87(22:26, 23:16, 20:20, 8:25) | Polska                                                        | Lotto Arena, Antwerpia Widzów: 4300 Sędzia: Fernando Rocha (POR), Anton Makhlin (RUS), Joseph Bissang (FRA) |
| 30 sierpnia 201220:30 | Pkt:Jonathan Tabu 18 Zb:Sam Van Rossom 5 As:Jonathan Tabu, Guy Muya 3 | 73:87(22:26, 23:16, 20:20, 8:25) | Pkt:Marcin Gortat 29 Zb:Marcin Gortat 10 As:Łukasz Koszarek 6 | Lotto Arena, Antwerpia Widzów: 4300 Sędzia: Fernando Rocha (POR), Anton Makhlin (RUS), Joseph Bissang (FRA) |

| 2 września 201220:15 | Polska                                                           | 111:67(32:16, 24:16, 28:26, 27:9) | Szwajcaria                                                     | CRS Zielona Góra, Zielona Góra Widzów: 4800 Sędzia: Aleksandar Glisic (SRB), Petr Hrusa (CZE), Milan Brziak (SVK) |
| 2 września 201220:15 | Pkt:Marcin Gortat 31 Zb:Marcin Gortat 19 As:Robert Skibniewski 6 | 111:67(32:16, 24:16, 28:26, 27:9) | Pkt:Dusan Mladjan 20 Zb:Jonathan Dubas 10 As:Stefan Petkovic 5 | CRS Zielona Góra, Zielona Góra Widzów: 4800 Sędzia: Aleksandar Glisic (SRB), Petr Hrusa (CZE), Milan Brziak (SVK) |

| 2 września 201220:30 | Albania                                                                    | 52:95(17:21, 15:20, 9:30, 11:24) | Finlandia                                              | Asllan Rusi, Tirana Widzów: 500 Sędzia: Panagiotis Anastopoulos (GRE), Tomislav Vovk (CRO), Uros Obrknezevic (SRB) |
| 2 września 201220:30 | Pkt:Endrit Hysenagolli 27 Zb:Gerti Shima 15 As:Gerti Shima, Erkand Karaj 4 | 52:95(17:21, 15:20, 9:30, 11:24) | Pkt:Shawn Huff 23 Zb:Sasu Salin 6 As:Petteri Koponen 7 | Asllan Rusi, Tirana Widzów: 500 Sędzia: Panagiotis Anastopoulos (GRE), Tomislav Vovk (CRO), Uros Obrknezevic (SRB) |

| 5 września 201219:00 | Finlandia                                                | 91:96(24:16, 26:27, 22:26, 19:27) | Polska                                                       | Jäähalli, Helsinki Widzów: 6540 Sędzia: Olegs Latisevs (LAT), Sergey Mikhaylov (RUS), Keith Williams (ENG) |
| 5 września 201219:00 | Pkt:Gerald Lee 20 Zb:Tuukka Kotti 6 As:Petteri Koponen 6 | 91:96(24:16, 26:27, 22:26, 19:27) | Pkt:Marcin Gortat 27 Zb:Marcin Gortat 21 As:Dardan Berisha 5 | Jäähalli, Helsinki Widzów: 6540 Sędzia: Olegs Latisevs (LAT), Sergey Mikhaylov (RUS), Keith Williams (ENG) |

| 5 września 201220:00 | Szwajcaria                                                      | 82:73(26:21, 19:16, 14:14, 23:22) | Belgia                                                                         | Site Sportif Saint-Leonard, Fryburg Widzów: 350 Sędzia: Marko Juras (SRB), Matej Spendl (SLO), Simon Unsworth (ENG) |
| 5 września 201220:00 | Pkt:Stefan Petkovic 25 Zb:Jonathan Dubas 9 As:Stefan Petkovic 3 | 82:73(26:21, 19:16, 14:14, 23:22) | Pkt:Jonathan Tabu 17 Zb:Christophe Beghin, Sam Van Rossom 5 As:Jonathan Tabu 5 | Site Sportif Saint-Leonard, Fryburg Widzów: 350 Sędzia: Marko Juras (SRB), Matej Spendl (SLO), Simon Unsworth (ENG) |

| 8 września 201220:30 | Polska                                                           | 89:59(18:19, 24:15, 20:8, 27:17) | Albania                                                  | Hala "Globus", Lublin Widzów: 4000 Sędzia: Marco Giansanti (ITA), Tonci Anzulovic (CRO), Paul Walton (ENG) |
| 8 września 201220:30 | Pkt:Marcin Gortat 18 Zb:Marcin Gortat 10 As:Robert Skibniewski 7 | 89:59(18:19, 24:15, 20:8, 27:17) | Pkt:Klaudio Ndoja 18 Zb:Gerti Shima 11 As:Erkand Karaj 4 | Hala "Globus", Lublin Widzów: 4000 Sędzia: Marco Giansanti (ITA), Tonci Anzulovic (CRO), Paul Walton (ENG) |

| 8 września 201220:30 | Belgia                                                                           | 71:68(19:28, 25:10, 15:8, 12:22) | Finlandia                                                       | Lotto Arena, Antwerpia Widzów: 3200 Sędzia: Milivoje Jovcic (SRB), Nicolas Maestre (FRA), Andris Aunkrogers (LAT) |
| 8 września 201220:30 | Pkt:Wen Mukubu 20 Zb:Maxime De Zeeuw, Christophe Beghin 7 As:Christophe Beghin 3 | 71:68(19:28, 25:10, 15:8, 12:22) | Pkt:Petteri Koponen 22 Zb:Ville Kaunisto 9 As:Petteri Koponen 4 | Lotto Arena, Antwerpia Widzów: 3200 Sędzia: Milivoje Jovcic (SRB), Nicolas Maestre (FRA), Andris Aunkrogers (LAT) |

| 11 września 201219:00 | Finlandia                                              | 84:77(13:19, 28:21, 14:19, 29:18) | Szwajcaria                                                      | Jäähalli, Helsinki Widzów: 4431 Sędzia: Boris Schmidt (GER), Ingus Baumanis (LAT), Fedja Serhatlic (SWE) |
| 11 września 201219:00 | Pkt:Petteri Koponen 24 Zb:Gerald Lee 7 As:Sasu Salin 5 | 84:77(13:19, 28:21, 14:19, 29:18) | Pkt:Dusan Mladjan 23 Zb:Jonathan Dubas 13 As:Derek Stockalper 5 | Jäähalli, Helsinki Widzów: 4431 Sędzia: Boris Schmidt (GER), Ingus Baumanis (LAT), Fedja Serhatlic (SWE) |

| 11 września 201220:30 | Albania                                                 | 46:82(11:21, 13:20, 17:22, 5:19) | Belgia                                                          | Asllan Rusi, Tirana Widzów: 100 Sędzia: Radomir Vojinovic (MNE), Sergiy Zashchuk (UKR), Josip Radojkovic (CRO) |
| 11 września 201220:30 | Pkt:Klaudio Ndoja 14 Zb:Gerti Shima 9 As:Erkand Karaj 3 | 46:82(11:21, 13:20, 17:22, 5:19) | Pkt:Maxime De Zeeuw 20 Zb:Maxime De Zeeuw 10 As:Jonathan Tabu 5 | Asllan Rusi, Tirana Widzów: 100 Sędzia: Radomir Vojinovic (MNE), Sergiy Zashchuk (UKR), Josip Radojkovic (CRO) |